# Ceratolauxania flavipennis
Ceratolauxania flavipennis är en tvåvingeart som först beskrevs av Malloch 1927.  Ceratolauxania flavipennis ingår i släktet Ceratolauxania och familjen lövflugor. Inga underarter finns listade i Catalogue of Life.